# 메이트리
메이트리(Maytree)는 2000년 결성된 대한민국의 혼성5인조 아카펠라 음악 그룹이다. 멤버는 리더이자 보컬퍼커션인 장상인, 알토 강수경, 테너 권영훈, 베이스 김원종, 소프라노 임수연으로 구성되어있다. 그룹 내에서 대부분의 곡들이 작곡되며, 편곡된다. 2021년부터, 메이트리는 오징어 게임과 같은 사운드 이펙트 아카펠라 비디오를 유튜브와 틱톡에 다수 게재하였으며, 그를 통해 많은 인기를 구가하게되었다.

## 멤버
- 임수연(林竪娫) - 보컬(Sop.)[1][2]
- 강수경(姜秀暻) - 보컬(alto)[1][2]
- 권영훈(權寧勳) - 보컬(tenor)[1][2]
- 김원종(金沅鍾) - 보컬베이스(bass)[1][2]
- 장상인(張相仁) - 보컬드러머(vocal percussion)[1][2]

## 디스코그래피

#### 정규앨범
- 2006: Maytree
- 2015: Maytree in Love
- 2020: 그대 내게 다시

#### EP
- 2011: The MayTree
- 2013: 5028

#### 싱글
- 2021: When Snowflakes Fell on Your Head (임수연)
- 2021: What If (Andrea Figallo, Eddi Hüneke, Junko Kamei)
- 2022: Extraordinary Attorney Woo Pt7 - Flash -
- 2022: Carol of the Bells
- 2023: Gimme Toxic
- 2023: 夢のような日が
- 2023: My Ordinary Christmas
- 2024: Real New Year
- 2024: Water in the World
- 2024: Cantina Band
- 2024: MOM
- 2024: Mr. Moustafa

#### 사운드 이펙트와 다른 커버들
2021년부터, 메이트리는 컴퓨터와 핸드폰 시스템 등의 사운드 이펙트를 커버한 유튜브 비디오를 게시하고 있다. 첫 시리즈는 2021년 1월에 게재되었으며, 마이크로소프트 윈도우 사운드 이펙트를 커버하였다. 그 후, 아이폰, 삼성 갤럭시와 앵그리버드 등의 게임 사운드들도 커버하였다. 이런 커버들은 메이트리에게 많은 인기를 가져다 주었다.예를들어, 오징어 게임의 경우 2024년 7월 기준 2.8억 뷰를 기록하고 있다.

## 수상 이력
- 2009 3rd prize at the International A Cappella Competition
- 2010 2nd prize at the International A Cappella Competition
- 2011 Busan Choral International Competition - 1st prize of Popular Music category
- 2011 Vokal Total International Competition (Graz), Gold Diploma
- 2013 Yeosu Choral International Competition - 1st prize of Pop & Jazz category
- 2014 World Choir Games - 2 Gold Medals of Jazz category and Pop choral category
- 2018 Moscow A Capella Festival - 2nd place

## 활동

### 2000년
- 아카펠라 그룹 MayTree 결성

### 2003년
- "던킨 도너츠 CM"
- "KTF CM"
- KBS2 TV '도전60초' - 스타상 수상
- SBS - 대건이를 위한 자선 공연
- MBC FM Radio - '최정원 감성시대' 생방송
- 국악 FM Radio - '윤중강의 2030' 생방송

### 2004년
- MBC FM - '이수영의 감성시대' 생방송
- 광주 비엔날레 초청
- 영산아트홀 - MayTree 단독콘서트(음악소풍)
- TBS 라디오 - '출발 일요일' 생방송

### 2005년
- "The Real group" 내한공연 오프닝
- 예술의 전당 - MayTree 단독콘서트(화이트 아카펠라 랩소디)
- 세종문화회관 - 세종뜨락축제
- 정동극장 - 정오의 예술무대
- 서울문화재단 - 문학의 밤 초청
- 통영 국제음악제 - 프린지부문 초청
- 서울 역사 박물관 - 메이트리 초청콘서트
- 메세나 협회 출범 - 첫 번째 문화마케팅 팀으로 발탁(복음보청기와 결연)

### 2006년
- MBC - 대한민국 음악축제
- MBC FM - '이수영의 감성시대' 생방송
- 광주 비엔날레 초청
- 영산아트홀 - MayTree 단독콘서트(음악소풍)
- TBS 라디오 - '출발 일요일' 생방송
- [SHURE社 - 삼아무역]과 endorsement 체결

### 2007년
- "삼성기업" 광고 녹음
- "알로에 마임" CM
- KBS(광주) - 콘서트 Feel
- KBS(창원) - 문화공감
- MBC(마산) - MBC 합창축제 초청
- 세종문화회관 - 뜨락축제 콘서트
- 메세나 협회와 전국투어 - 자연 속 맑은 콘서트

### 2008년
- 메이트리 싱글앨범 - [bloom] 발매
- "현대카드 CM"
- "경인 OBS TV CM "
- "참이슬 CM"
- "SKT 되고송 CM" - 양털깍기편
- "오뚜기밥 CM"
- MBC - 문화사색(메이트리 음악이야기-한국 아카펠라를 개척하다)
- MBC - 37회 가곡의 밤(세종문화회관 대극장)
- KBS - 열린음악회(환경콘서트)
- EBS - SPACE 공감 출연
- KBS(순천) - 8월의 음악선물
- 예당 아트 TV - 찾아가는 음악회

### 2009년
- KBS - 유희열 "스케치북 출연
- EBS - 스페이스공감 출연
- 문화체육관광부 주최 - 사계절문화나눔 투어

### 2010년
- 대만 세계아카펠라대회 팀부분 아시아1위, 세계3위
- 대만 세계아카펠라대회 개인부문 보컬퍼커션 세계1위

### 2011년
- 서울 세계아카펠라대회 팀부문 아시아1위, 세계2위
- 서울 세계아카펠라대회 개인부문 보컬퍼커션 세계1위
- 부산 국제합창제 대중부문 세계1위
- 서울 보신각 "제야의 종" 타종 직전 공연
- MBC 나가수 시즌1 김범수와 <여름안에서> 아카펠라 편곡 및 연주 출연

### 2012년
- 오스트리아 유럽아카펠라대회 재즈부문 Gold Diploma(금상) 수상
- 오스트리아 유럽아카펠라대회 청중평가단이 뽑은 최고의 그룹 상(Best Audiences)
- 오스트리아 유럽아카펠라대회 팝부문 Gold Diploma(금상) 수상
- 청와대 초청공연
- 국회 초청공연

### 2013년
- 여수 세계합창대회 pop & jazz 부문 세계1위
- MBC "DMZ 평화콘서트" 출연
- KBS 2TV 불후의 명곡 전설을 노래하다 어니언스편 메이트리&이해리 콜라보

### 2014년
- 세계합창올림픽 World Choir Games 재즈(Jazz) 부문 금메달
- 세계합창올림픽 World Choir Games 팝(Popular choral)부문 금메달
- 말레이시아 음반 발매기념 쇼케이스 및 투어콘서트

### 2015년
- 콜라보 콘서트 <센세이션M> 한전아트센터 초연

### 2016년
- M.net 너목보3 아이오아이편 최종실력자로 출연
- TAIWAN National Concert Hall 대만국립극장 <센세이션M> 콘서트 매진

### 2017년
- KBS 2TV 불후의 명곡 전설을 노래하다 클론편 KCM과 콜라보

### 2018년
- 모스크바 세계아카펠라 페스티벌 2위
- 홍콩 시티홀 콘서트홀 <센세이션M> 콘서트 매진
- 채널A 프로그램 <보컬플레이> 아카펠라쇼 고정출연
- 일본 애니메이션 "우주전함 나루토" OST 타이틀 녹음
- 적십자 헌혈캠페인 나눔의기쁨 캠페인송 "헌혈송" 연주

### 2019년
- TAIWAN 국립대학 및 전국투어 단독콘서트
- 모스크바 세계아카펠라 페스티벌 Best Audiences 수상
- JTBC드라마 "눈이부시게" 타이틀곡 - 내맘속엔 언제나 녹음
- 아세안 영화제 축하게스트
- 아랍에미리트 UAE 아부다비 한국문화원 초청 "한국의 날" 공연

### 2020년
- 채널A 비행기 타고 가요 2 메이트리의 특별한 공연
- TAIWAN National Concert Hall 대만국립극장 단독콘서트 및 전국투어 예정
- MBN 드루와 자동차 아카펠라 메이트리 출연
- tbs FM 배칠수 박희진의 9595쇼 라디오 메이트리 출연